# Riva (famiglia mantovana)

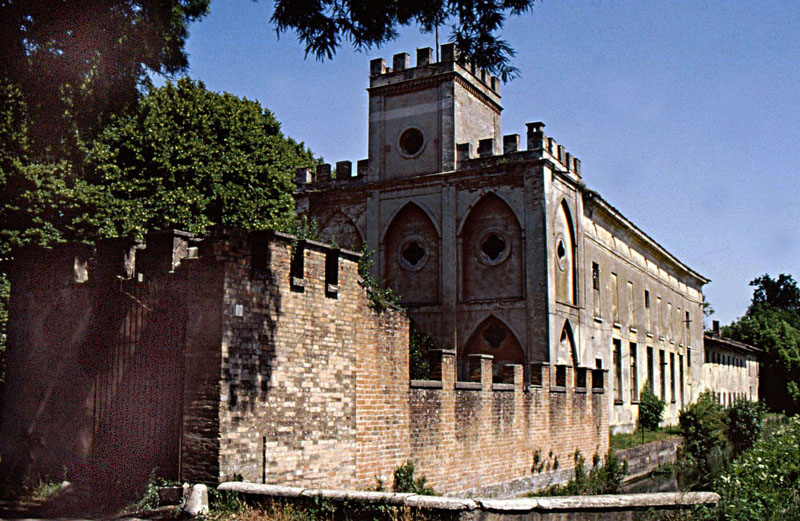
Castel Goffredo, Palazzo Riva in campagna nel 1990.

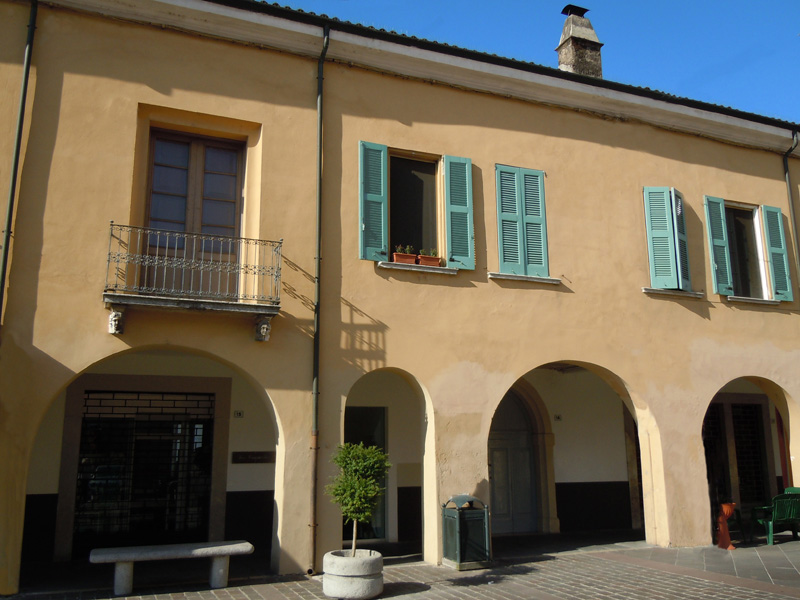
Castel Goffredo, Palazzo Riva in città.

Riva (De Rippis) è stata una nobile famiglia di Castel Goffredo.

## Storia
Presente in Castel Goffredo dal 1500, occuparono nel paese posti di rilievo nella vita pubblica e nelle professioni e figuravano tra i principali possidenti terrieri. Altri Riva si insediarono a Castel Goffredo nel 1590 provenendo dal Milanese. Con decreto dell'11 giugno 1602 il duca di Mantova Vincenzo I Gonzaga accordò la cittadinanza di Castel Goffredo e di tutto il Ducato a Dionisio Riva e ai figli Gianpaolo e Gianbattista. La famiglia si estinse nel secondo dopoguerra.

## Esponenti illustri
- Dionisio Riva (XVI secolo), possidente terriero
- Lodovico Riva (XVII secolo), notaio
- Pietro Riva (1645-1702), istituì una cappellania nella Chiesa Prepositurale di Sant'Erasmo[4]
- Dionigi Riva (1683-1746), vice podestà del Comune nel 1708
- Ludovico Riva (1725-1787), medico
- Giovanni Paolo Riva (1739-1818), dottore in fisica
- Marianna Riva (1742-1822), sorella di Giovanni Paolo; fu moglie del colonnello Giacomo Acerbi e madre dell'esploratore Giuseppe Acerbi[5][6]
- Carlo Riva (1756-1820), giurista, consigliere del tribunale di Mantova
- Luigi Riva (XVIII secolo), reggente il Comune
- Bartolo Riva (XIII secolo), figlio di Carlo, possidente terriero[7]
- Dionigi Riva (1777-1855), giurista, consigliere del tribunale di Bologna
- Luigi Riva (?-1831), politico
- Bartolomeo Riva (1804-1865), imprenditore e podestà
- Carlo Giuseppe Luigi Riva (1831-?), colonnello di cavalleria[8] nell'esercito francese[9] dal 1857 al 1885
- Carlo Riva (XIX secolo), podestà
- Benedetto Riva (XIX secolo), podestà
- Giovanni Paolo Riva (1841-1920), diplomatico e console

## Proprietà
- Palazzo Riva di Castel Goffredo
- Palazzo Riva di Castel Goffredo (in città)